# Station Woolston
Woolston is een spoorwegstation van National Rail in Southampton (Engeland) in Engeland. Het station is eigendom van Network Rail en wordt beheerd door South Western Railway. Het station is Grade II listed